# Рейковий автобус 620M

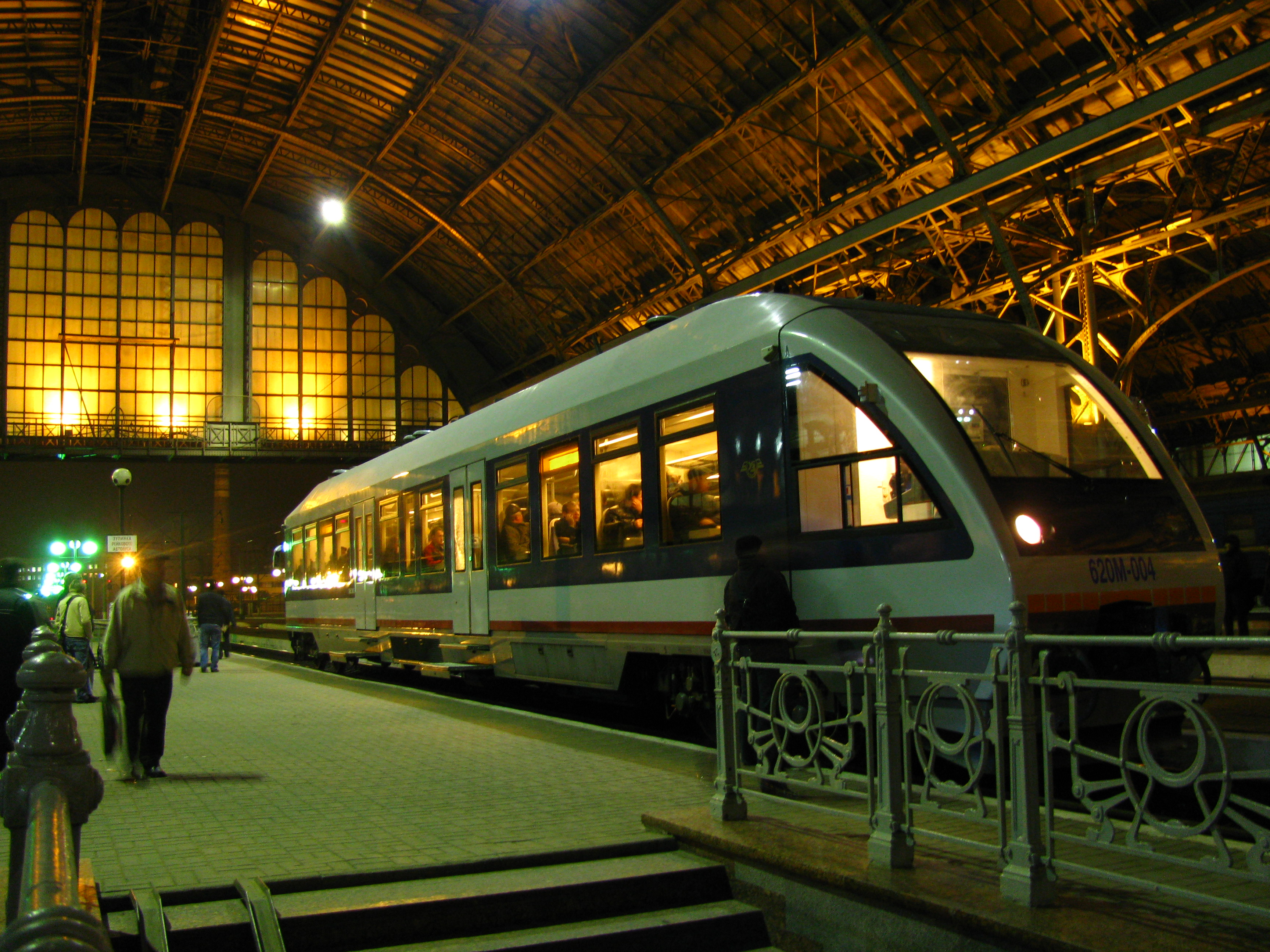
Рейковий автобус 620M-004 на вокзалі станції Львів

PA 620M — рейковий автобус виробництва фірми Pesa Bydgoszcz SA (Польща), призначений для перевезення пасажирів на малодіяльних приміських маршрутах. Створений на основі рейкового автобуса SA106 (type 214M) для Укрзалізниці.

## Характеристики рейкового автобуса

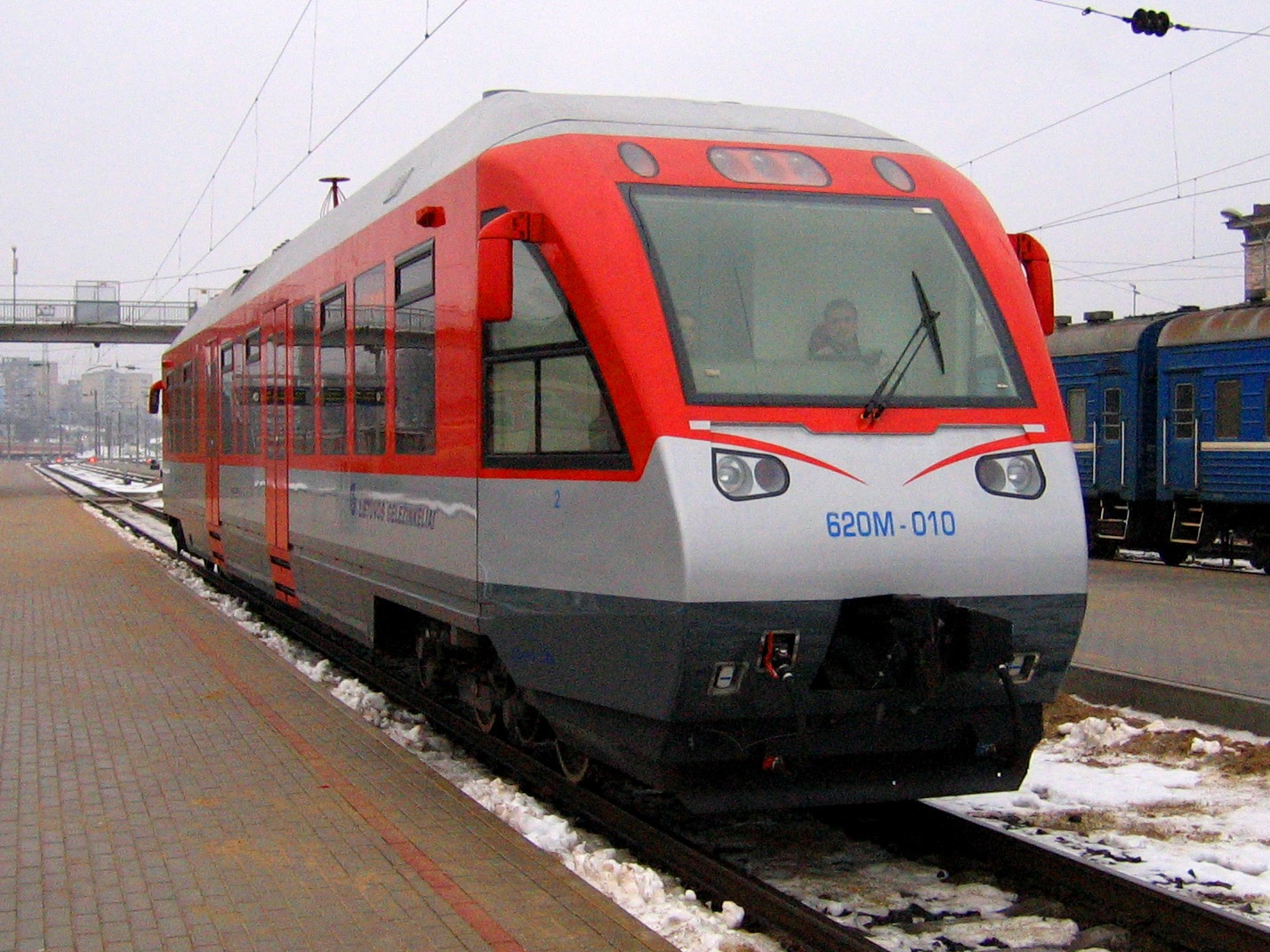
Рейковий автобус Литовських залізниць 620M-010

Рейковий автобус — це моторний вагон, обладнаний двома кабінами машиніста. Із обох сторін кожен вагон обладнаний двома дверима із висувними східцями для посадки із низьких платформ. Силова установка розташована під підлогою рейкового автобуса. Силова установка (PowerPack) перших одиниць продукції (до 620М-004) складається із дизельного двигуна MTU 6R183TD13H, гідропередачі Voith Tr211re3 і системи охолодження фірми BEHR. На наступних екземплярах використовується силова установка PesaPack, створена німецькою фірмою Voith Turbo. До її складу входять дизельний двигун MAN D2876 LUE 623, гідропередача Voith Tr211re4 і система охолодження фірми Voith Turbo. Потужність силової установки — 385 кВт (до 620М-004 — 315 кВт). Конструкційна швидкість — 120 км/год. Кількість місць для сидіння: 95. Загальна кількість місць: 110. Для оздоблення салону використані полімерні матеріали.

## Експлуатація

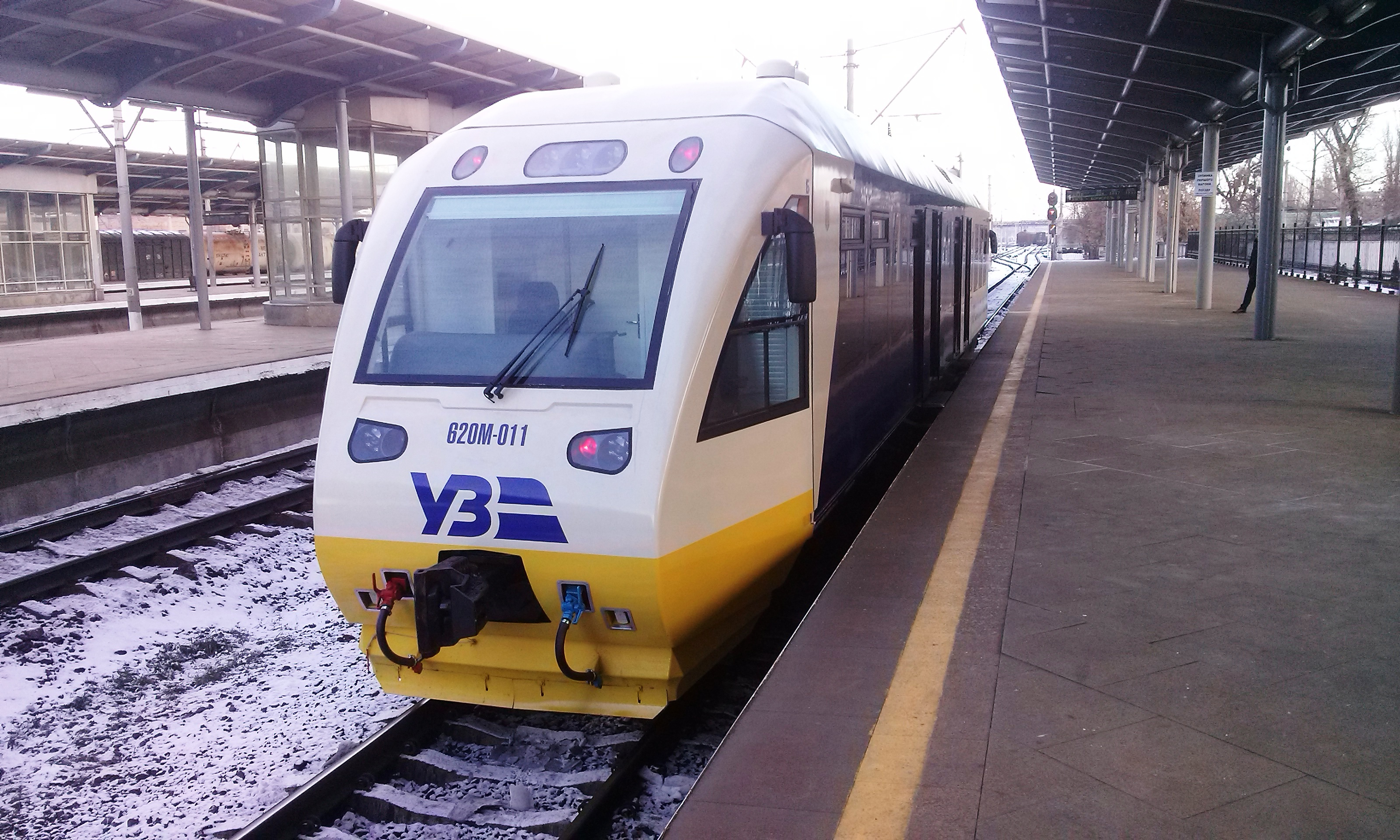
Рейковий автобус PESA 620M-011 на станції Київ-Пасажирський

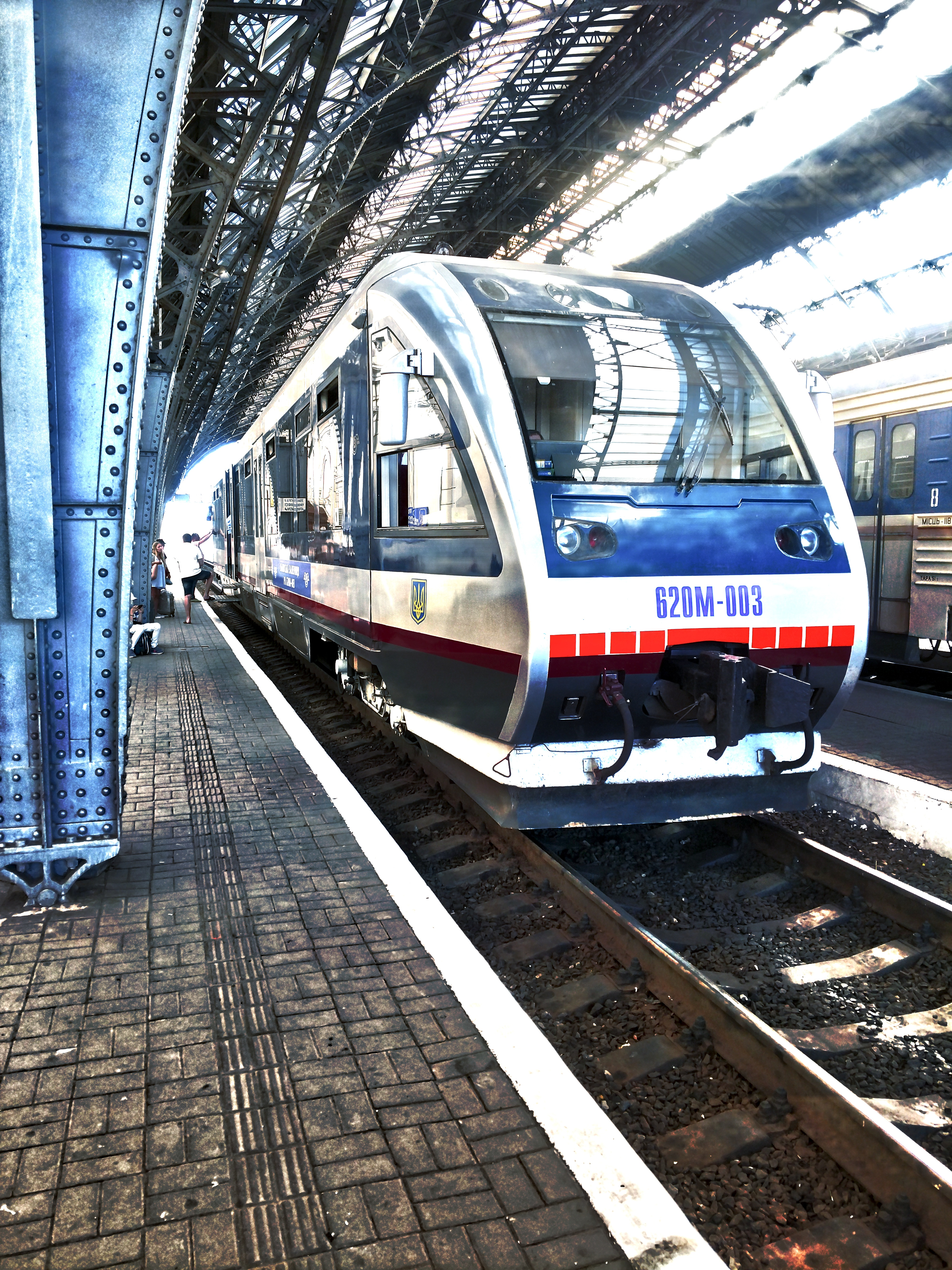
Рейковий автобус PESA 620M-003 на станції Львів

Наразі рейкові автобуси експлуатуються Південною, Львівською, Придніпровською, Південно-Західною («Kyiv Boryspil Express»)  залізницями, а також Литовською залізницею.
Станом на 2021 рік більшість з 14 придбаних рейкових автобусів в Україні технічно несправні і потребують оновлення.